# MAN F2000

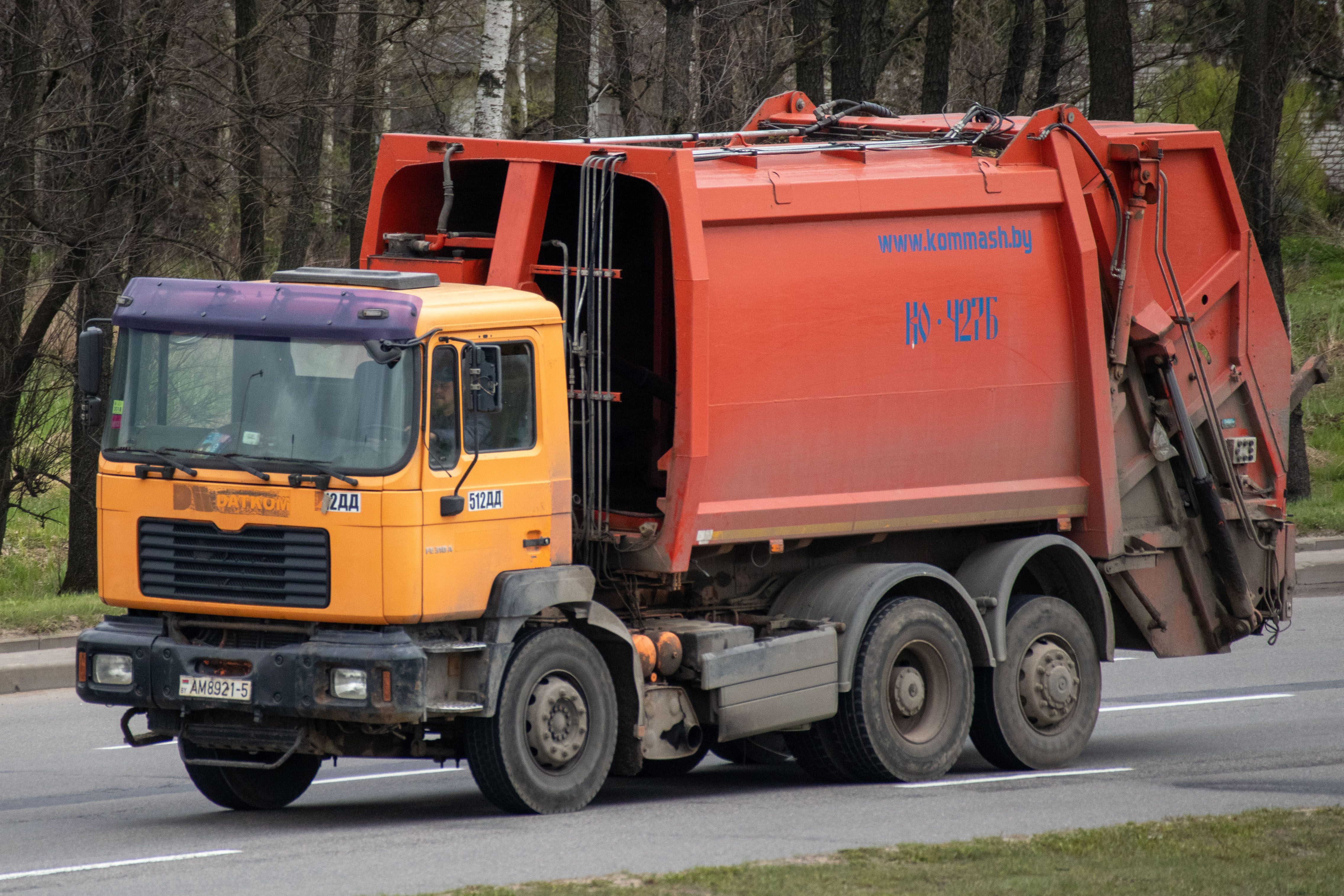
Мусоровоз на шасси MAN FE 310A (2021 год)

MAN F2000 — семейство крупнотоннажных грузовых автомобилей, выпускаемых компанией MAN в период с 1994 по 2000 год. Оно состояло из серий L2000, М2000 и F2000, заменивших серии G90, M90 и F90. На этих грузовых автомобилях широко применяются электронные устройства для регулирования работы двигателя, пневматической подвески, положения сиденья водителя, работы кондиционера, а также антиблокировочная и противобуксовочная системы и т. д. Все автомобили имеют передние дисковые вентилируемые тормоза, рулевой механизм с гидравлическим усилителем, пневматическую 2-контурную тормозную систему и тормозные накладки сдатчиками износа. Тяжёлая серия MAN F2000 полной массой от 19 до 50 тонн получила премию «Грузовик 1995 года». Она предлагалась в 65 вариантах с колёсными формулами от 4 × 2 до 8 × 4, низким расположением рамы, различными кабинами и колёсной базой в пределах от 2600 до 5700 мм.

## F2000 Evolution
В 1998 году появилось второе поколение MAN F2000 Evolution (MAN FE) с изменённой передней облицовкой кабины. На автомобилях используются высокоэкономичные двигатели с турбонаддувом, промежуточным охлаждением и электронным управлением — два 6-цилиндровых дизельных D2866 и D2876 (11 967 и 12 816 см³, 310—460 л. с.) и новый самый мощный в Европе D2640 V10 (18273 см³, 600 л. с.), 1- или 2-дисковое сцепление, 16-ступенчатые коробки, передние дисковые вентилируемые тормоза с электронным регулированием величины тормозного усилия, подвеска на параболических рессорах или пневматических элементах, а также гидравлический тормоз-замедлитель Voith. Новая кабина предлагалась в четырёх вариантах с одним или двумя спальными местами, внутренней длиной до 2205 мм и высотой до 2170 мм. Особенно комфортное исполнение Topaz оснащено вторым нагревателем, сиденьем с подогревом, холодильником, отделано кожей и деревом.

## MAN E2000
MAN Е2000 — седельный тягач, выпускаемый австрийской фирмой OAF Graf & Stift на шасси MAN F2000. В зависимости от рынков сбыта автомобили несут марку MAN или OAF. Автомобили оснащаются самыми мощными двигателями из гаммы F2000 и радиаторами повышенной производительности, расположенными за кабиной.

### Двигатели
MAN E2866 DF01 мощностью 231 л. с. MAN D2866 LF23 мощностью 310 л. с.
MAN D2866 LF24 мощностью 360 л. с.
MAN D2866 LF25 мощностью 410 л. с.
MAN D2876 LF03 мощностью 460 л. с.
MAN D2840 LF21 мощностью 600 л. с.